# Bhagyanagar, Shorapur
Bhagyanagar là một làng thuộc tehsil Shorapur, huyện Gulbarga, bang Karnataka, Ấn Độ.